# ケントメア・フォトグラフィック
ケントメア・フォトグラフィック（英語: Kentmere Photographic Limited）は、写真フィルム等の感光材料を製造販売するイングランドの企業、およびそのブランドである。2007年にハーマンテクノロジーが買収、ハーマン社のブランドとなった。旧社名ケントメア・リミテッド（英語: Kentmere Limited）。白黒写真に特化したブランドである。

## 略歴・概要
1906年（明治39年）、カンブリア郡ケンデイルで、民生用の写真材料を製造販売する事業体として創業する。
2007年（平成19年）10月、ハーマンテクノロジー（イルフォードの後身）が同社を買収、ケントメア製品の製造はハーマン社に移管された。以降、ケントメア製品には「ケントメア・フォトグラフィック made by ハーマンテクノロジー」と記される。フィルム製品は輸出用専門で、英国内市場では販売されていない。
日本では、サイバーグラフィックスが2008年（平成20年）10月から正規輸入代理店となった。

## おもな製品一覧

### フィルム
- ケントメアパン100 - パンクロマティック白黒フィルム（英語版）、135フィルム、ISO100, 24枚撮・36枚撮・長巻30.5m [4]
- ケントメアパン400 - パンクロマティック白黒フィルム、135フィルム、ISO400, 24枚撮・36枚撮・長巻30.5m [5]

### 印画紙
- ケントメアケンシーンRC
- ケントメアケントナ
- ケントメアVCセレクトRC
- ケントメアファインプリントVC FB
- ケントメアブロマイドFB